# SN 2010hp
SN 2010hp – supernowa typu II odkryta 21 lipca 2010 roku w galaktyce M-02-01-52. W momencie odkrycia miała maksymalną jasność 17,10m.